# Новониколаевский (Нижегородская область)
 Новониколаевский  — поселок в Починковском районе Нижегородской области. 

## География
Находится в южной части Нижегородской области на расстоянии приблизительно 6 километров по прямой на северо-восток от села Починки, административного центра района.   

## История
До 2020 года находился в составе Кочкуровского сельсовета.

## Население
Постоянное население составляло 39 человек (русские 100%) в 2002 году, 20 в 2010.